# بيلي ويست (ممثلة)
بيلي ويست (بالإنجليزية: Billie West)‏ هي ممثلة أمريكية، ولدت في 5 أغسطس 1891 في الولايات المتحدة، وتوفيت بنفس المكان في 7 يونيو 1967 بسبب سرطان.

## وصلات خارجية
- بيلي ويست على موقع IMDb (الإنجليزية)
- بيلي ويست على موقع قاعدة بيانات الفيلم (الإنجليزية)